# Konkwista 88
Konkwista 88 – polski zespół muzyczny związany ze sceną RAC, wykonujący utwory o treściach tożsamościowych, antykomunistycznych, rasistowskich i neonazistowskich. Grupa powstała w 1990 we Wrocławiu i została rozwiązana w 2005. Zespół znajduje się na liście Anti-Defamation League wymieniającej zespoły wykonujące „muzykę nienawiści”.

## Historia
Zespół powstał we Wrocławiu w 90. Niektórzy członkowie grupy wywodzili się z wrocławskiej grupy punkowej Excces. Z tego okresu pochodzi wydana w 2006 roku płyta Punk Era. Pierwszym utworem grupy był „My kibice”. Od wydania w 1992 płyty Krew naszej rasy zespół zaczął utożsamiać się wyłącznie z ruchem nazi skinheads (m.in. wrocławskim neonazistowskim Aryjskim Frontem Przetrwania). Dostępne w powszechnej sprzedaży nagrania zespołu, pochwalające m.in. obozy koncentracyjne były w 1999 roku przedmiotem doniesienia o przestępstwie, złożonego przez osobę prywatną w prokuraturze we Wrocławiu. Jednakże śledztwo zostało umorzone.
Konkwista 88 grała koncerty w Europie i Stanach Zjednoczonych. Zespół nagrywał też piosenki angielskojęzyczne, wydał płytę w języku hiszpańskim. Po wydaniu płyty Bend Their Rule w 2005 roku zespół zakończył działalność.
Nazwa zespołu wywodziła się od tytułu książki Waldemara Łysiaka, cyfry 88 były akronimem oznaczającym nazistowskie pozdrowienie Heil Hitler.

## Dyskografia

### Albumy
- Krew naszej rasy (1992)
- Wolność lub śmierć (1993)
- Jeden front (EP, 1993)
- Europejska pieśń o chwale (1995)
- Biały honor, biała duma (1996)
- Co zrobiłeś dla sprawy? (1999)
- Biały honor, biała duma vol.2 (2001)
- 10 Years on the Frontline (2001)
- Break the Chains (2002)
- European Song of Glory (2003)
- What Have You Done to the Cause? (2003)
- Nacidos para la Gloria (2003)
- Bend Their Rule (2005)

### Dema i single
- Konkwista 88 (1990, demo)
- AFP (1993)

### Kompilacje różnych wykonawców
- Oi! Dla Ojczyzny Vol. 1 (utwór W pogoni za swym cieniem, 1994)
- White Pride World Wide Vol.1 (utwory Znaki prawdy, Skinheads, Prawdziwe życie, 1995)
- Skinheads (utwory Jedna ojczyzna, Niezwyciężeni, 1996)
- No More Brothers Wars (utwory Jedna ojczyzna, White Legion, 1996)
- Rock przeciwko komunizmowi (utwór Kiedy sen stanie się jawą, 1997)
- Keep it White Vol.2 (utwory The Hour of Vengeance, The Day of The Apocalypse, Your Chosen Day, Betrayed Nation, 1998)
- Hate Rock (utwory Another step, Stand and fight W.M.G., 1999)
- White Pride World Wide Vol.5 (utwory We’ve Got The Power, No Way, No Excuse, 2001)[4]
- Tribute To Bunker 84 (utwór Jeune Loup, 2003)
- Europe Explosion (utwory Nadciąga burza, Be My Enemy, 2001)
- Die Besten Soldaten 3 (utwory Law Of This World, Born Again (Part 2), 2003)
- Tribute To Skrewdriver Vol.1 (utwory Tearing Down the wall, I Know What I Want, 2004)
- European Sons of Glory (utwory Keep up the Struggle, Dawn never come, 2005)

### Bootlegi
- 1st Tape (2006)
- Singles Collection (2006)
- Punk Era (2006)